# Kabinet-Mike Eman II
Het kabinet-Mike Eman II was een kabinet van Aruba van 31 oktober 2013 tot 16 november 2017. Het was het tweede kabinet van de Arubaanse Volkspartij (AVP) onder leiding van Mike Eman dat zonder coalitie kon regeren. Bij de Statenverkiezingen van 2013 behaalde de AVP namelijk de absolute meerderheid (13 van de 21 zetels). Het kabinet bestond dan ook aanvankelijk volledig uit bewindslieden van de AVP. In 2014 trad Angel Bermudez aan als Minister van Financiën in de hoedanigheid van vakminister.

## Formatie
Na de verkiezingen begon Mike Eman op 8 oktober met de formatie van het nieuwe kabinet. Omdat zijn AVP de absolute meerderheid in de Staten van Aruba had vergroot, kon de fase van informatie worden overgeslagen. Grootste punt was het aantal ministers: in het Kabinet-Mike Eman I waren er zeven ministers maar Mike Eman wilde dit aantal graag uitbreiden omdat hij vond dat sommige ministers een te grote takenpakket hadden waardoor sommige belangrijke dossiers onvoldoende aandacht kregen. Gouverneur Fredis Refunjol was echter van mening dat - mede gezien de financiële situatie van Aruba - het aantal ministers niet vergroot moest worden.
Op 28 oktober 2013 werd de lijst van ministers officieel bekend toen Mike Eman de lijst met ministers aanbod aan de gouverneur. Eerder was deze lijst al uitgelekt. Het aantal ministers werd met twee verhoogd.

## Regeerakkoord
Belangrijke afspraak in het nieuwe regeerakkoord is dat de uitgaven van Aruba tijdens de regeerperiode van Mike Eman II niet hoger mogen zijn dan in 2013. Het kabinet hoopt op deze manier binnen vier jaar een begrotingsevenwicht te bereiken.

## Samenstelling
| Ministerie                                                                           | Minister                   | Partij | Opmerkingen                                                  |
| ------------------------------------------------------------------------------------ | -------------------------- | ------ | ------------------------------------------------------------ |
| Minister-president en Algemene Zaken, Wetenschap, Innovatie en Duurzame Ontwikkeling | Mike Eman                  | AVP    |                                                              |
| Ruimtelijke Ontwikkeling, Infrastructuur en Integratie                               | Benny Sevinger             | AVP    |                                                              |
| Economische Zaken, Communicatie, Energie en Milieu                                   | Mike de Meza               | AVP    | tot 30 november 2016                                         |
| Economische Zaken, Communicatie, Energie en Milieu                                   | Richard Arends             | AVP    | vanaf 30 november 2016                                       |
| Toerisme en transport, primaire sector en cultuur                                    | Otmar Oduber               | AVP    | tot 3 november 2016                                          |
| Toerisme en transport, primaire sector en cultuur                                    | Mike de Meza               | AVP    | vanaf 3 november 2016                                        |
| Justitie                                                                             | Arthur Dowers              | AVP    |                                                              |
| Onderwijs en Gezin                                                                   | Michelle Hooyboer-Winklaar | AVP    |                                                              |
| Sociale zaken, jeugd en arbeid                                                       | Paul Croes                 | AVP    | vanaf 12 mei 2017 waargenomen door de Minister van Financiën |
| Financiën en overheidsorganisatie                                                    | Juan David Yrausquin       | AVP    | tot 28 juli 2014                                             |
| Financiën en overheidsorganisatie                                                    | Angel Bermudez             | ----   | vanaf 28 juli 2014                                           |
| Volksgezondheid, ouderenzorg en sport                                                | Alex Schwengle             | AVP    |                                                              |

Alfonso Boekhoudt was tot 1 november 2016 Gevolmachtigd minister van Aruba in Nederland. Daarna werd deze functie bekleed door Juan David Yrausquin. Hij is lid van de Rijksministerraad, maar hij is geen lid van het Arubaans kabinet.
Andy Lee (AVP) is de gevolmachtigd minister te Washington D.C. Hij behartigt de belangen van de Arubaanse regering in de Verenigde Staten, maar is geen lid van het Arubaans kabinet.